# Margiza terranea
Margiza terranea är en fjärilsart som beskrevs av William Schaus 1916. Margiza terranea ingår i släktet Margiza och familjen nattflyn. Inga underarter finns listade i Catalogue of Life.